# 카트린 무셰
카트린 무셰(Catherine Mouchet, 1959년 8월 21일 ~ )는 프랑스의 배우이다.

## 출연 작품
- 드골 (2020)
- 더 스페셜스 (2019)
- 더 로얄 익스체인지 (2017)
- 마빈 (2017)
- 넘버원 전화사기단 (2017)
- 미치도록 사랑받으소서 (2015)
- 마가렛 앤 줄리앙:금지된 사랑 (2015, Marguerite et Julien)
- 마이 프렌드 빅토리아 (2014)
- 더 몽크 (2011)
- 아버지의 비밀 (2010)
- 두 명의 뒤마 (2010, L'Autre Dumas)
- 엄마 품 (2009)
- 맹인의 천국 (2006)
- 마담 이르마 (2006, Madame Irma)
- 베일 속의 작가 도미니크 오리 (2004)
- 작은 상처들 (2003)
- 포 쉬즈 어 졸리 굿 펠로 (2003)
- 포르노그래피 (2001)
- 애정의 운명 (2000, Les Destinées sentimentales)
- 모탈 트랜스퍼 (2000)
- 나의 작은 회사 (1999)
- 성녀 테레사 (1986)